# COX4I2
COX4I2 (англ. Cytochrome c oxidase subunit 4I2) – білок, який кодується однойменним геном, розташованим у людей на короткому плечі 20-ї хромосоми. Довжина поліпептидного ланцюга білка становить 171 амінокислот, а молекулярна маса — 20 010.
| 10         |  | 20         |  | 30         |  | 40         |  | 50         |
| ---------- |  | ---------- |  | ---------- |  | ---------- |  | ---------- |
| MLPRAAWSLV |  | LRKGGGGRRG |  | MHSSEGTTRG |  | GGKMSPYTNC |  | YAQRYYPMPE |
| EPFCTELNAE |  | EQALKEKEKG |  | SWTQLTHAEK |  | VALYRLQFNE |  | TFAEMNRRSN |
| EWKTVMGCVF |  | FFIGFAALVI |  | WWQRVYVFPP |  | KPITLTDERK |  | AQQLQRMLDM |
| KVNPVQGLAS |  | RWDYEKKQWK |  | K          |  |            |  |            |

A: Аланін

C: Цистеїн

D: Аспарагінова кислота

E: Глутамінова кислота

F: Фенілаланін

G: Гліцин

H: Гістидин

I: Ізолейцин

K: Лізин

L: Лейцин

M: Метіонін

N: Аспарагін

P: Пролін

Q: Глутамін

R: Аргінін

S: Серин

T: Треонін

V: Валін

W: Триптофан

Локалізований у мембрані, мітохондрії, внутрішній мембрані мітохондрії.